# 西阿超满族蒙古族乡
西阿超满族蒙古族乡，是中华人民共和国河北省承德市隆化县下辖的一个乡镇级行政单位。

## 行政区划
西阿超满族蒙古族乡下辖以下地区：
西阿超村、南山根村、杨家铺村、前岔村、四里村、博岱村、孤山村、砬子沟村、双峰山村、坤头沟村、平山营村和三道河村。